# Torre del Greco

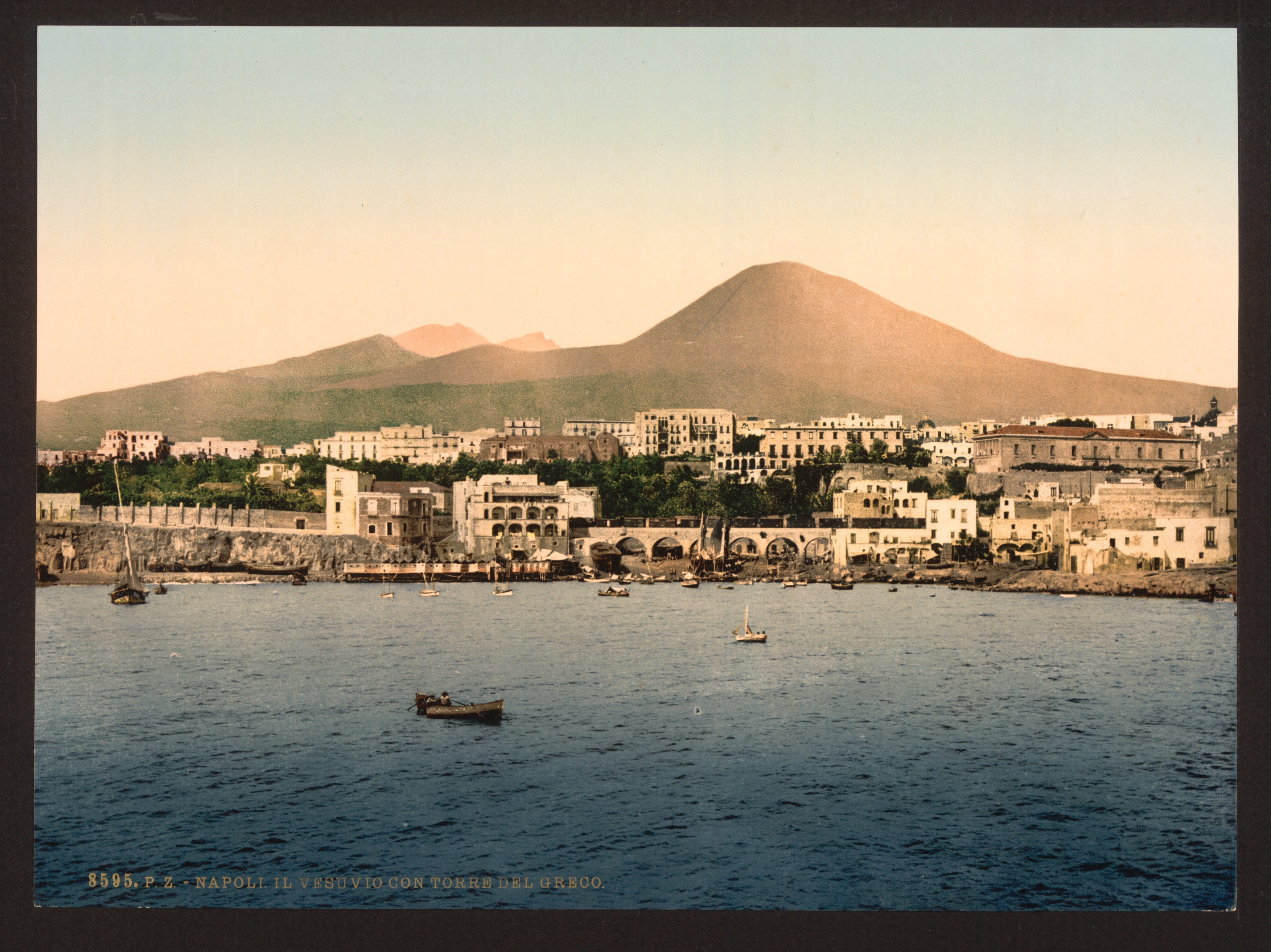
Torre del Greco e il Vesuvio tra il 1890 e il 1900

Torre del Greco (Torre 'u Grieco in lingua torrese, Torre 'o Grieco in napoletano cittadino) è un comune italiano di 79 037 abitanti della città metropolitana di Napoli in Campania, situata tra il Vesuvio, nelle immediate vicinanze del parco nazionale, e il golfo di Napoli.

## Origini del nome
L'antica denominazione della città era quella di Turris Octava, riferita probabilmente ad una torre eretta da Federico II di Svevia. Il suo scopo era l'avvistamento dei nemici, nella fattispecie dei Saraceni, ed era l'ottava torre di questo tipo a partire da Napoli, o forse da essa distava otto miglia. Secondo un'altra ipotesi il nome deriverebbe da una villa appartenente ad Ottaviano Augusto. La prima attestazione del toponimo risale invece al XIV secolo e si ritrova in un diploma dell'anno 1324 di Carlo, duca di Calabria.
Risulta pertanto cronologicamente errata la ricostruzione dello storico locale Francesco Balzano. In accordo con essa, alla regina Giovanna fu fatto dono da parte di un eremita di alcune piante d'uva di provenienza ellenica, e il vino da esse ricavato, dal sapore particolarmente dolce, incontrò i favori della monarca, sicché tale viticoltura si diffuse largamente. Tuttavia, secondo Lorenzo Giustiniani, erudito napoletano vissuto tra il Settecento e l'Ottocento che si occupò di redigere un corpus in tredici volumi sul Regno di Napoli, sembra comunque corretto legare il nome della città all'ingente produzione del cosiddetto vino greco. Detta produzione, però, si sarebbe propagata già in epoca antecedente al regno della sovrana angioina.

## Storia
In epoca romana, come testimoniano numerosi reperti archeologici, Torre del Greco era probabilmente un sobborgo residenziale di Ercolano. Qui erano sorte numerose ville che godevano dell'amenità dei luoghi e della posizione centrale all'interno del golfo di Napoli. Proprio come accadde con Ercolano, Pompei, Stabia e Oplonti, la devastante eruzione del Vesuvio del 79 d.C. sconvolse anche questi luoghi, fino a rimodellarne l'intero suolo e respingere il mare per oltre 500 metri.
La protostoria della città si confonde con quella di Sora e Calastro, il cui nome sopravvive in due delle contrade: nel 535, infatti, gli abitanti di questi villaggi furono trasferiti a Napoli dal generale bizantino Belisario per ripopolare la città dopo il sacco che aveva subito.
I Saraceni si insediarono nel territorio nel 880, con il permesso del vescovo di Napoli Atanasio, dal quale furono successivamente trasferiti ad Agropoli due anni dopo.
La città in seguito fu presa dagli Svevi e, a partire dal Quattrocento, subì le vicende del Regno di Napoli, divenendo parte del demanio reale. Il re Alfonso I ne cedette poi il possesso alla famiglia Carafa, senza diritti feudali.
Nel 1631 un'eruzione di proporzioni ingenti distrusse tutto il versante a mare del Vesuvio: Torre del Greco venne invasa da torrenti fangosi e da grandissimi flussi lavici, dei quali uno in particolare generò le scogliere della Scala.
Il 18 maggio 1699 la città riacquistò il diritto di possesso del suo territorio con un atto di compravendita dall'ultimo dei proprietari, il marchese di Monforte, per 106.000 ducati e dopo questa data si ebbe una fioritura del commercio marittimo, mentre la flottiglia peschereccia dell'epoca contava 214 imbarcazioni, dedite alla raccolta delle spugne, del corallo e delle conchiglie. In quest'epoca si cominciò la lavorazione del corallo, divenuta poi tradizionale.
Tra il XVII e il XVIII secolo, in epoca borbonica, vi furono edificate diverse ville signorili dell'area vesuviana: le ville del Miglio d'oro, che conservano splendidi esempi di architettura settecentesca.
Il comune di Torre del Greco è stato poi travolto nel 1707 dalla caduta abbondante di piroclasti del Vesuvio, insieme ai comuni di Scafati, Striano e Boscotrecase, con danni alle coltivazioni e centinaia di feriti.
L'eruzione del Vesuvio del 1794 seppellì il centro storico sotto uno spessore lavico di circa 10 metri.
Numerose altre eruzioni avevano provocato nei secoli ingenti danni alla città: sullo stemma municipale, che comprende una torre, è infatti riportato il motto della fenice: Post fata resurgo.

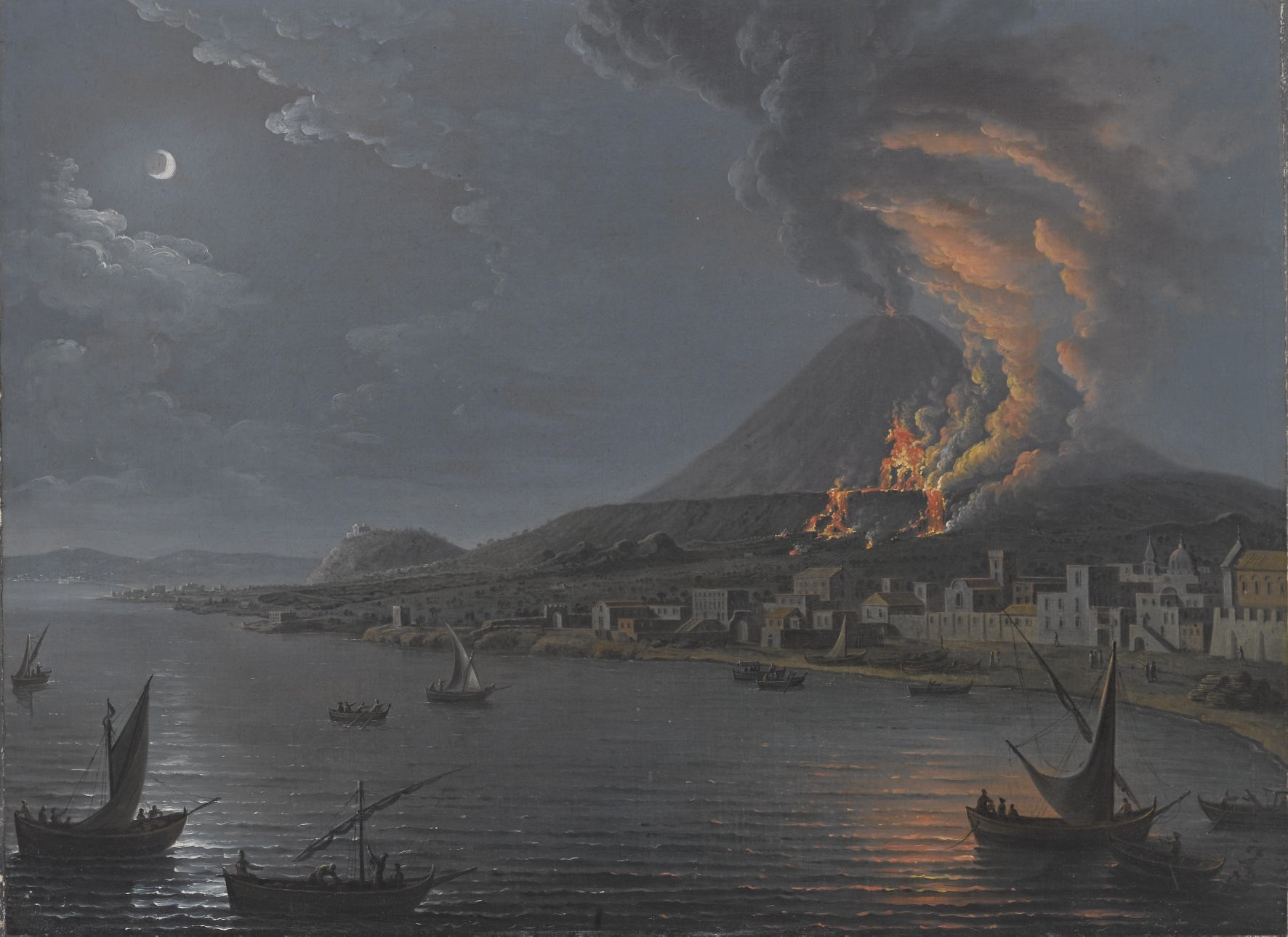
dipinto di Pietro Antoniani intitolato Eruzione del Vesuvio vista da Torre del Greco

La città divenne municipio sotto la dominazione di Giuseppe Bonaparte nel 1809 con l'elezione del primo sindaco Giovanni Scognamiglio. Sotto la dominazione di Murat diventò, insieme alla vicina Portici, la terza città del Regno di Napoli, dopo Napoli e Foggia, con 18.000 abitanti, malgrado le ripetute eruzioni vulcaniche che, anche nel XIX secolo, avvenivano quasi ogni due anni.

### Simboli
Lo stemma di Torre del Greco è stato riconosciuto con decreto del capo del governo del 26 maggio 1937.
Il gonfalone, concesso con regio decreto dell'11 gennaio 1940 è costituito da un drappo di bianco con la bordatura di verde.

## Monumenti e luoghi d'interesse

### Architetture religiose
Le chiese di Torre del Greco furono spesso riedificate su edifici più antichi, distrutti nel corso dei secoli dalle eruzioni laviche del Vesuvio. Tra questi:
- la Basilica di Santa Croce (Torre del Greco), chiesa madre della città e più ampio luogo di culto della zona vesuviana, con la sua zona ipogea e i cunicoli scavati al di sotto dell'eruzione del 1794;
- la vicina chiesa del Santissimo Sacramento e San Michele Arcangelo, con il quasi del tutto intatto Ipogeo delle Anime;
- la chiesa di Maria Santissima Assunta, con la sua zona ipogea e i cunicoli scavati al di sotto dell'eruzione del 1794;
- la chiesa di Santa Maria del Principio, conserva ancora intatta l'area ipogea e le vestigia dell'antica chiesa risalente al 1000;
- la chiesa di San Michele al Colle Sant'Alfonso (in zona Colle dei Camaldoli, da cui si gode di una veduta fra le più famose del golfo di Napoli;
- il moderno santuario di Maria SS.ma del Buon Consiglio, grande centro di spiritualità per il XIII decanato dell'Arcidiocesi di Napoli;
- la chiesa di Santa Maria del Carmine, chiesa del 1500.
- la chiesa di Santa Maria di Costantinopoli, sita in Largo Costantinopoli, centro di un borgo fra i più antichi della città ('miez Santa Maria);
- la chiesa di Santa Maria di Portosalvo, parrocchia della zona porto, di costruzione ottocentesca
- la Chiesa di Sant'Antonio di Padova con annesso convento francescano, è un edificio religioso tra i più recenti della città.

e i vari istituti religiosi, fra i quali:
- il monastero degli Zoccolanti, edificato sulle vestigia di un precedente complesso monastico nel Cinquecento. All'interno del chiostro sono rappresentati in 28 pannelli affrescati, episodi della vita e della predicazione di Francesco d'Assisi
- Convento delle Adoratrici dell'Addolorata e della Santa Croce
- Convento delle Suore Benedettine di Santa Geltrude
- Convento dei Frati Carmelitani Scalzi, con la relativa chiesa di San Gennaro, detta di Santa Teresa (nel territorio parrocchiale di Santa Maria del Popolo), risalente al 1600.

### Architetture civili

#### Le Ville vesuviane del Miglio d'Oro
Tra le ville che sorsero nella zona tra il XVII e il XIX secolo sono da citare:
- Villa Bruno Prota (via Villa Prota n.45)
- Villa Caramiello (via Nazionale n.949)
- Palazzo Cicchella
- Masseria Donna Chiara
- Villa Ercole (via Alcide De Gasperi n.158)
- Villa Fienga (via Nazionale n.290)
- Villa Guerra (via Nazionale n.414)
- Villa Macrina (con parco e biblioteca pubblica) (via Nazionale n.601)
- Villa Maria (via Nazionale n.237)
- Villa Mennella (via Nazionale n.283)
- Palazzo Petrella (via Purgatorio n.32)
- Villa Prota (via Nazionale n.917)
- Villa del Salvatore (via Nazionale n.978)
- Villa San Gennariello (viale Europa n.68)
- Villa Solimena
- Villa delle Ginestre (già villa Ferrigni), dove soggiornò il poeta Giacomo Leopardi (via Villa delle Ginestre n.19)
- Palazzo Vallelonga, dei primi del Settecento, poi diventata sede centrale della Banca di Credito Popolare di Torre del Greco (Corso Vittorio Emanuele n.114)
- Villa del Cardinale, con un bel salone con affreschi settecenteschi (via Nazionale n.128)

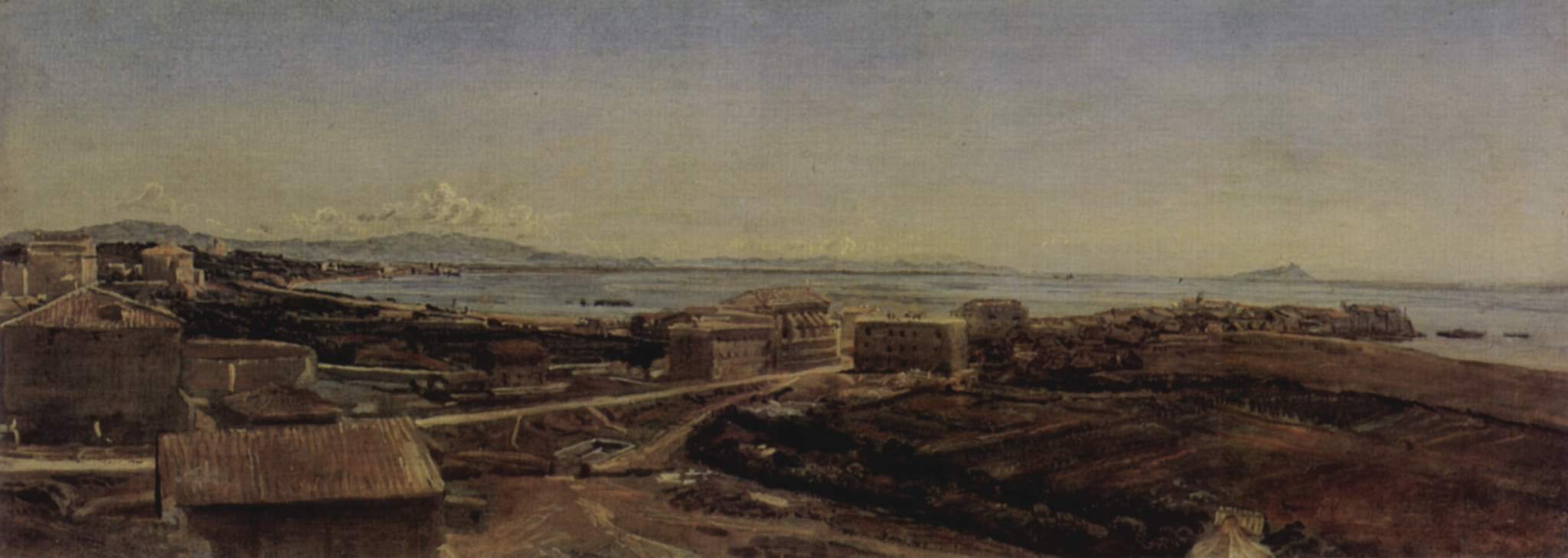
Dipinto della città del 1848, di Aleksandr Andreevič Ivanov

I giardini pubblici sono stati intitolati a Vincenzo Ciaravolo, marinaio morto nel Mar Rosso, che scelse, durante l'affondamento della nave su cui navigava, di sacrificare la propria vita pur di non abbandonare il suo comandante che era rimasto a bordo.

#### Altri edifici civili storici non appartenenti al novero delle Ville Vesuviane
- Casa di Vincenzo Romano (via Piscopia n.21)
- Palazzo Ascione (via Beato Vincenzo Romano n.6)
- Palazzo Balbi (via Purgatorio n.57)
- Palazzo Balzano (Corso Avezzana n.42)
- Palazzo Barbato (via Roma n.105)
- Palazzo D'Andria di Montelungo  (Corso Vittorio Emanuele n.175)
- Palazzo D'Elia (via Diego Colamarino n.73)
- Palazzo De Cuocis (via Giuseppe Beneduce n.2)
- Palazzo Falanga (via Purgatorio n.58)
- Palazzo in Piazza Luigi Palomba n.7
- Palazzo in via Giuseppe Beneduce n.67
- Palazzo in via Diego Colamarino n.9-19
- Palazzo in via Nazionale n.366
- Palazzo Liguori (via Salvatore Noto n.32)
- Palazzo Loffredo (Corso Vittorio Emanuele n.70)
- Palazzo Luise (Corso Avezzana n.57)
- Palazzo Mazziotti di Celso (Corso Vittorio Emanuele n.170)
- Palazzo Perna (via Salvatore Noto n.11)
- Palazzo Pironti (Corso Vittorio Emanuele n.135)
- Palazzo Sallustio (via Purgatorio n.39)
- Palazzo Villani (via Diego Colamarino n.67)
- Villa Agnesina (Corso Vittorio Emanuele n.101)
- Villa Antonietta (Corso Vittorio Emanuele n.92)
- Villa Aurilia (via Nazionale n.926)
- Villa Aurisicchio Cicchella (via Nazionale n.796)
- Villa Carafa d'Andria de Cillis
- Villa Carmela (via Nazionale n.1007)
- Villa Cimmino
- Villa Lucia (Corso Vittorio Emanuele n.162)
- Villa Margherita (via Circonvallazione n.112)
- Villa Maria Grazia (via Sedivola n.1)
- Villa Marinelli (via Sedivola n.34)
- Villa Ruggiero (via Curtoli n.28)
- Villa delle Terrazze
- Villa Trabucco (via Giacomo Leopardi n.3)
- Villino in via Nazionale n.361

### Aree archeologiche

#### Villa Sora
L'area di maggior interesse archeologico, risalente al I secolo d.C., è la "contrada Sora", caratterizzata da resti della Villa Sora, probabilmente posseduta dalla famiglia Flavia. Annesso alla villa, vi è un complesso termale, ora praticamente sulla spiaggia torrese. L'attenzione sul sito fu posta alla luce dal Gruppo Archeologico Torrese "G. Novi". Fu redatta anche una pubblicazione in merito dal titolo "Reportage archeologico a Villa Sora". L'attenzione messa in essere dal G.A.T. coinvolse anche l'allora direttore degli Scavi di Ercolano, e grazie alla Banca di Credito Popolare e ad un contributo dell'Amministrazione Comunale fu possibile effettuare uno scavo. Oggi, ciò che è possibile osservare in contrada Sora è frutto di quell'attività di ricerca.

#### Altri siti
In zona "Colle dei Camaldoli" esistono i ruderi di una villa rustica e in "contrada Calastro" altre presenze archeologiche testimoniano l'esistenza di un suburbio cittadino. Tutto ciò fu sempre catalogato e ritrovato grazie all'attività di campo del Gruppo Archeologico Torrese, che, tra le altre cose, rinvenne anche dei ruderi in Contrada Scappi.
Mentre in zona porto si può trovare la famosa Fontana dalle Cento Cannelle (o Cento Fontane).

## Società

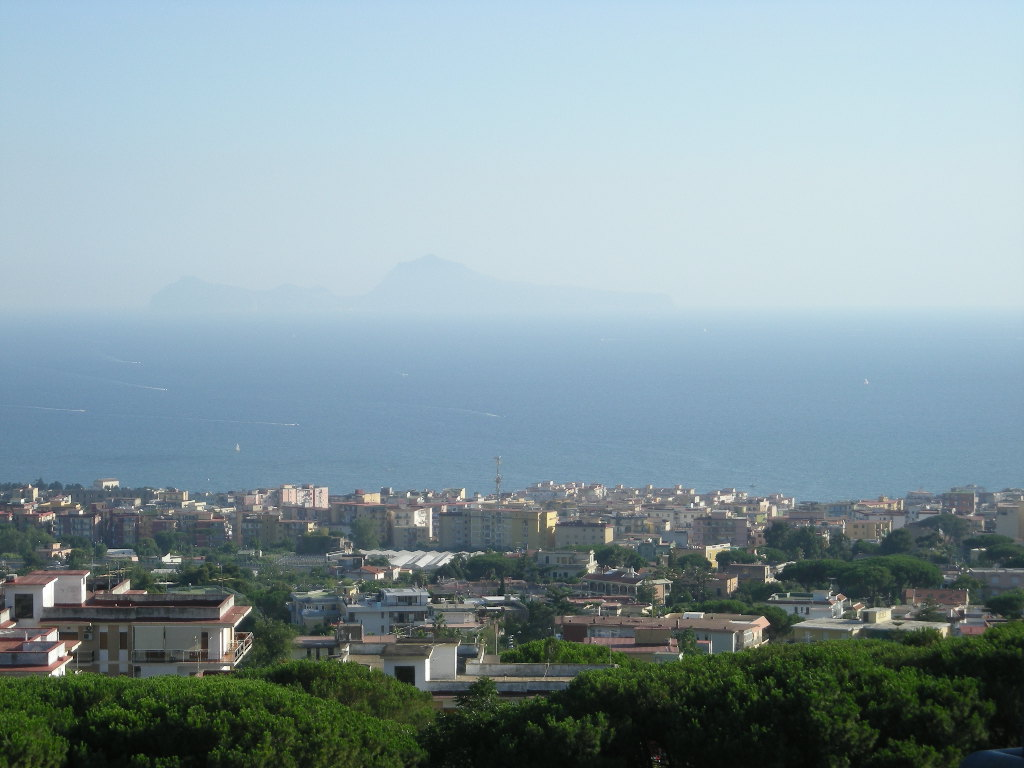
Panorama della città

### Evoluzione demografica
Abitanti censiti

### Etnie e minoranze straniere
Al 31 dicembre 2023 la popolazione straniera era di 834 abitanti, pari all'1,33% degli abitanti.

## Cultura

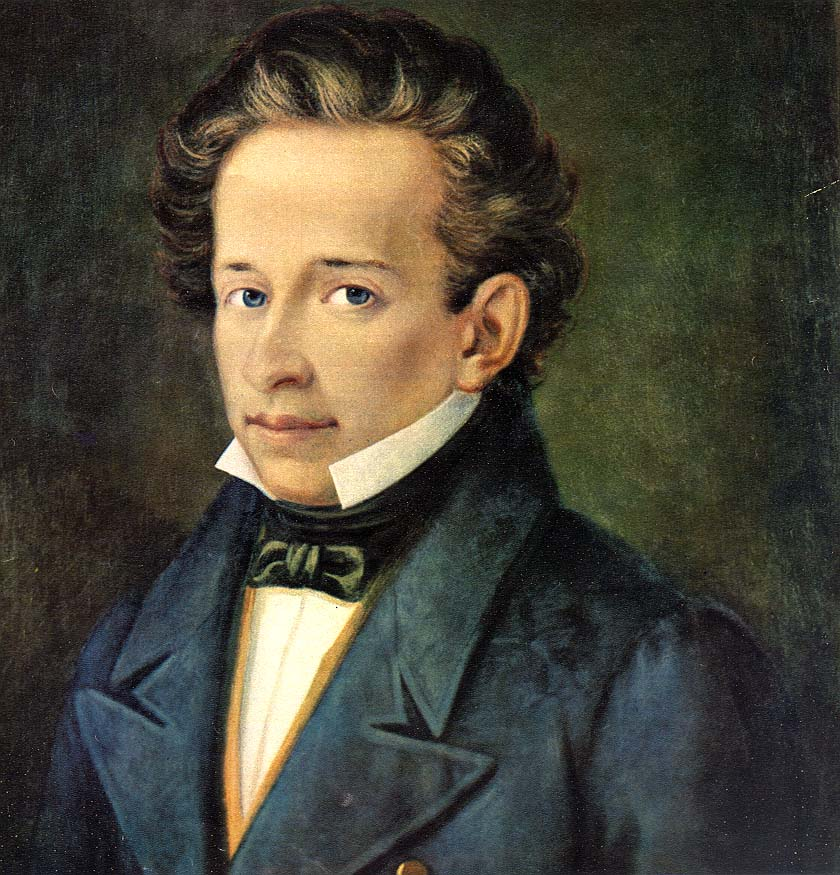
Ritratto di Giacomo Leopardi

Torre del Greco si fregia del titolo di Città Leopardiana. Giacomo Leopardi soggiornò a Torre del Greco poco prima della sua morte ed ivi compose: La ginestra e Il tramonto della luna ospite nel complesso di ville della famiglia dell'amico Ranieri, proprietà succedute alla famiglia Carafa d'Andria e poi lottizzate dallo stato italiano. Ad oggi restano superstiti: la villa dove dimorava il Leopardi, oggi museo col nome di Villa delle Ginestre, e le due ville private Villa Carafa d'Andria de Cillis e Valle dell'Orso.

### Musei
La città ospita due musei dedicati al corallo: uno storico all'interno dell'Istituto statale d'arte "Francesco Degni" e l'altro più piccolo e privato, con la collezione Liverino. Dal 2006 presso la Pro Loco è visitabile un piccolo Museo Del Gioco e del Giocattolo d'epoca. Dal 2010 la sezione locale della Lega navale italiana ha insediato il Museo della Marineria nei pressi della zona porto, più precisamente nei locali della stazione ferroviaria F.S.

### Festa dei Quattro Altari (a festa r'i quatto ardari)
Nata come festa ricadente nell'ottava giornata dopo il Corpus Domini, per questo anche chiamata "Festa dell'Ottava" che in dialetto locale viene indicata come "A festa 'i ll'uttava". Si racconta, sebbene in realtà la città non fosse mai stata sottoposta a dominio feudale, che nel corso della giornata del "Corpus Domini" del 1699, il popolo torrese a fronte di enormi sforzi economici e notevoli sacrifici, acquisiva il territorio cittadino dal nobile Marchese di Monforte.
Per quanto detto, in occasione dei festeggiamenti, per la raggiunta nuova condizione civico-sociale della città, che ebbero luogo nell'ottava giornata dopo il Corpus Domini, per poter dare più importanza e solennità alla festa e per dimostrare lo stato di perdurante ricchezza della popolazione torrese, in quattro punti importanti della città, come di seguito indicato, vennero costruiti quattro altari ovvero "are":
- il primo di questi altari sorgeva, sotto "a la ripa" ovvero nell'attuale Via Principal Marina, presso quello che viene definito "Largo di Pezzettella". Il detto altare risultava chiaramente visibile da Via Noto, da Piazza Santa Croce e da Via Comizi;
- il secondo sorgeva nella via dei commercianti, poi diventata via Roma, angolo via Salvator Noto;
- il terzo veniva eretto, nella piazza più antica di Torre del Greco, ovvero Piazza Luigi Palomba;
- il quarto, il più popolare, in corso Umberto I ('ncoppa â Guardia).

Il primo citato, quello della zona di "vasciammare", era comunemente identificato come " Ardare 'i fravica (di fabbrica)", in quanto veniva realizzato totalmente in muratura di "fabbrica". Sull'intonaco della stessa muratura, con la tecnica dell'affresco, autorevoli artisti locali, in tutte le epoche, venivano chiamati ad affrescare soggetti relativi alla cultura locale e religiosa. Uno dei più autorevoli di questi fu il Maestro Nicola Ascione detto "Don Niculino Ascione", il quale, per le sue non comuni capacità artistiche, fu chiamato ad affrescare la Basilica Pontificia di Pompei. Lo stesso Maestro Nicola Ascione fu per parecchi anni docente presso l'Accademia Belle Arti.

### Festa dell'Immacolata
La festa dedicata alla Madonna, a cui assistono migliaia di fedeli e spettatori provenienti da diverse città italiane.
Festa molto sentita dalla popolazione Torrese, con la venerazione della statua dell'Immacolata Concezione, portata in processione, su di un carro trionfale, sostenuto da più di 800 fedeli appunto chiamati portatori.

## Geografia antropica
Torre del Greco ha una popolazione distribuita su due centri abitati, confinanti senza soluzione di continuità: il capoluogo, omonimo, e la frazione di Santa Maria la Bruna che comprende la contrada Leopardi (così chiamata in onore del poeta che vi soggiornò nell'ultimo periodo della sua vita) e la contrada Palazzone (che deve il nome alla presenza di un enorme edificio un tempo sede della guarnigione borbonica addetta al controllo della zona di caccia tra Villa Inglese e Via Prota).

### Frazioni

#### Santa Maria la Bruna
Santa Maria la Bruna è un insediamento di tradizione prevalentemente agricola, nonostante la vicinanza con il mare, che ha avuto una considerevole espansione negli anni settanta. Si trova a sud-est della città ed è servita dall'omonima stazione della linea ferroviaria Napoli-Salerno, che ospita anche le officine FS.

### Quartieri, contrade, zone e rioni
- Lava Nova detto anche 'ncoppa â lava nova: è una zona della contrada Scappi, così chiamata perché costruita al di sopra della lava dell'ultima eruzione vesuviana del 1794.
- Via Nova: zona che prende il nome, come in molte altre località del napoletano, dalla via di "circumvallazione"[19], costruita durante il ventennio fascista.
- Vesuviana: zona situata a ridosso della stazione "Torre del Greco" della ferrovia Circumvesuviana.
- Camaldoli: zona situata sul "colle di Sant'Alfonso", ovvero "u Monte".
- Fiorillo: zona che prende il nome dalla omonima strada che segna il confine tra Torre del Greco ed Ercolano.
- Santa Teresa: zona tra la chiesa di Santa Maria del Popolo e la zona Fiorillo, che comprende la chiesa ed il convento dei frati di Santa Teresa degli Scalzi, dal quale prende il nome.
- Litoranea: chiamato dai cittadini della zona "abbascio â litorania",che sarebbe il litorale di Torre ed anche l'unica spiaggia ad avere la sabbia di tipo vulcanico, aperta al traffico nel corso dell'estate del 1958.
- Portosalvo: piccolo borgo marinaro, in cui si trova la parrocchia di Santa Maria di Portosalvo, il locale circolo nautico, la sede staccata della locale capitaneria di porto e le attività economiche legate alla nautica. È diviso in: "Scarpetta", "Banchina", "Spiaggia del Fronte" e "Porto", nomi locali di quattro aree del porto di Torre del Greco. La "Scarpetta" è la diga frangiflutti di levante; termina con il fanale verde delimitante l'imboccatura del porto, costruita su una lingua sottomarina di roccia lavica che si allunga verso il mare in direzione ortogonale alla linea di costa; la "Banchina" è il punto all'interno del porto dove trovano spazio per poter ormeggiare i natanti da pesca e da diporto; la "Spiaggia del Fronte" costituisce la zona tra la banchina ed il braccio della diga foranea, anche detta "'nterra â rena", dove sono ubicati i più antichi cantieri navali di Torre del Greco e la sede della Lega navale italiana[20]; il "Porto", nel linguaggio locale indica la diga foranea o "frangiflutti di ponente", sulla cui estremità è posto il fanale rosso delimitante, in coppia con il fanale verde della "diga frangiflutti di levante", l'accesso del porto.
- La Ripa: zona nodale tra Torre del Greco centro, ovvero "'Ncopp'â ripa" e Torre del Greco bassa, ovvero "sott'â ripa". Il sopra ed il sotto sono messi in comunicazione dalle utilizzatissime "Scale della ripa" tra Via Comizi e Via Fontana.
- Sopra De Nicola: è una zona residenziale nella quale vi è la villa acquistata dall'avvocato napoletano Enrico De Nicola e dove quest'ultimo morì.
- Contrada Calastro: situata a ponente del porto, sede di storici cantieri navali e di alcuni stabilimenti balneari.
- Ncopp i fierr: è una zona che va dall'inizio di Via San Giuseppe alle Paludi a 'Sott'â ripa', chiamato così per la presenza di ringhiere che ne delimitano il passaggio carrabile da quello pedonale.
- Contrade "Montedoro", "Scappi" e "Bianchini", di origine agricola e successivamente diventate zone residenziali suburbane, occupano l'area a metà distanza tra il Vesuvio ed il centro della città.
- Contrada Leopardi: così chiamata in onore del poeta che vi abitò tra l'estate del 1836 e l'inverno del 1837 nella villa Carafa-Ferrigni, successivamente chiamata "Villa delle Ginestre".
- Dint' da Marchesa: è una zona residenziale rurale, così chiamata in quanto è talmente vivo e benevolo il ricordo della Marchesa Eleonora Carafa d'Andria de Cillis, che tutte le persone che hanno vissuto e vivono nelle terre intorno al palazzo padronale (Villa Carafa d'Andria de Cillis), o nelle aree circostanti dichiarano in modo naturale di essere di dint’ da Machesa.
- Quartiere "Sant'Antonio'': il quale addossato a via Nazionale delle Calabrie risulta essere il più vicino al centro storico.

Le contrade "Lamaria /Cappella Carotenuto", "San Vito", "Epitaffio", "Lava Troia", "Ponte della Gatta", "Torretta Fiorillo", "Casa Cirillo", "Viuli", "Villa Inglese" e "Palazzone" sono antiche contrade inglobate nella cittadina a seguito della moderna espansione urbanistica, di cui restano solo i toponimi.
La contrada "Leopardi" e le zone di "Palazzone", "Viuli", "Villa Inglese", "Casa Cirillo", "Cappella Nuova," "Camaldoli", "Torretta Fiorillo" e "Ponte della Gatta" sono ubicate nel territorio della frazione di Santa Maria La Bruna.

## Economia
Torre del Greco è nota nel mondo soprattutto per la lavorazione artigianale dei coralli, dei cammei e della madreperla. Questa tradizione artistica, sviluppatasi a partire dal XVII secolo è tramandata dall'antica Scuola d'incisione e lavorazione del corallo annessa all'omonimo Museo.
Ai corallai si affiancarono istituti di assistenza economica e assicurativa, divenuti legali nel 1825. Il 19 aprile 1888 sorse la Banca di Credito Popolare di Torre del Greco, ancora attiva con oltre 64 filiali da Formia e tutto il basso Lazio fino a Salerno.
È presente un'importante industria armatoriale, erede dei pescatori di corallo, con sei grandi società di navigazioni ("Deiulemar", "Giuseppe Bottiglieri di Navigazione", "Fratelli D'Amato", "Di Maio & Partners", "Perseveranza", "Bottiglieri - De Carlini - Rizzo") e altre di minore importanza. Nel 2012 il fallimento della Deiulemar ha messo in crisi l'intera economia cittadina, visto il coinvolgimento, come obbligazionisti della società, di più di 10000 famiglie torresi; precedentemente, sempre nel settore dell'armatoria, c'era già stato il fallimento della Di Maio Line.
Attività lavorative ed economiche prevalenti sono: il lavoro marittimo, i cantieri navali siti sul porto, il centro di manutenzione delle Ferrovie dello Stato a Santa Maria la Bruna, laboratori orafi e del corallo e aziende florovivaistiche di media e piccola estensione.
Tra gli anni tra i cinquanta e settanta Torre del Greco rappresentava il maggiore serbatoio di forza lavoro legato alle grandi navi, sia da passeggeri che da carico.
I marittimi iscritti superavano le 30.000 unità, creando uno stato di agiatezza e di ricchezza che risulta essere unico nella storia del lavoro marittimo ed industriale in Italia. A seguito di strutturali mutamenti avvenuti nell'ambito nazionale ed internazionale, questo settore riesce ad occupare solamente circa 6.000 lavoratori. Da questa attività nasce il nome Corallino, termine in cui si definiscono i Torresi.

## Infrastrutture e trasporti
Il paese è attraversato da un'importante autostrada: la A3 Napoli-Salerno.
Torre del Greco dispone di due stazioni ferroviarie: l'area del centro e del porto è servita dalle stazioni di Torre del Greco e di Santa Maria la Bruna, poste lungo la ferrovia Napoli-Salerno e percorse da treni regionali svolti da Trenitalia nell'ambito del contratto di servizio stipulato con la Regione Campania; le zone più interne usufruiscono della stazione EAV, lungo la ferrovia Napoli-Pompei-Poggiomarino, servita da treni regionali EAV. Il comune conta ben 7 stazioni ferroviarie della Circumvesuviana; eccole elencate, in direzione sud:
- Torre del Greco
- Via Sant'Antonio
- Via del Monte
- Via dei Monaci (non utilizzata dal 2021)[23]
- Villa delle Ginestre
- Leopardi
- Via Viuli-Palazzo di Giustizia (non utilizzata dal 2021)[23]

Fra il 1879 e gli anni cinquanta del ventesimo secolo la città era inoltre collegata a Napoli mediante la tranvia Napoli-Portici-Torre del Greco, che attraversava l'area del miglio d'Oro in posizione più centrale rispetto alle due ferrovie.

## Amministrazione

### Sindaci di Torre del Greco dal 1944
| Periodo | Periodo   | Primo cittadino                                   | Partito       | Carica                    | Note |
| ------- | --------- | ------------------------------------------------- | ------------- | ------------------------- | ---- |
| 1944    | 1946      | Francesco Brancaccio                              |               | sindaco                   |      |
| 1946    | 1950      | Crescenzo Vitelli                                 |               | sindaco                   |      |
| 1950    | 1950      | Antonio Brancaccio                                |               | sindaco                   |      |
| 1950    | 1951      | Amerigo Liguori                                   |               | sindaco                   |      |
| 1950    | 1952      | Pietro Palomba                                    |               | sindaco                   |      |
| 1952    | 1956      | Francesco Coscia                                  |               | sindaco                   |      |
| 1956    | 1957      | Ubaldo Nardi                                      |               | sindaco                   |      |
| 1957    | 1957      | Mario Rotondi                                     |               | sindaco                   |      |
| 1957    | 1957      | Bartolomeo Mazza                                  |               | sindaco                   |      |
| 1957    | 1958      | Leonardo Mazza                                    |               | sindaco                   |      |
| 1958    | 1961      | Raffaele Capano                                   |               | sindaco                   |      |
| 1961    | 1965      | Antonio Magliulo                                  |               | sindaco                   |      |
| 1965    | 1966      | Raffaele Capano                                   |               | sindaco                   |      |
| 1966    | 1969      | Pasquale Accardo                                  |               | sindaco                   |      |
| 1969    | 1974      | Ciro Ferrer                                       |               | sindaco                   |      |
| 1974    | 1975      | Tommaso Borrelli                                  |               | sindaco                   |      |
| 1975    | 1979      | Pasquale Accardo                                  |               | sindaco                   |      |
| 1979    | 1985      | Mario Auricchio                                   |               | sindaco                   |      |
| 1985    | 1988      | Antonio F. Mennella                               |               | sindaco                   |      |
| 1988    | 1990      | Francesco Palomba                                 |               | sindaco                   |      |
| 1990    | 1993      | Salvatore Polese                                  |               | sindaco                   |      |
| 1993    | 1993      | Ferdinando Amoroso                                |               | commissario prefettizio   |      |
| 1993    | 1994      | Antonio Cutolo                                    | PDS           | sindaco                   |      |
| 1994    | 1995      | Ferdinando Amoroso                                |               | commissario prefettizio   |      |
| 1995    | 1998      | Antonio Cutolo                                    | PDS           | sindaco                   |      |
| 1998    | 1998      | Emilio De Luca                                    |               | commissario prefettizio   |      |
| 1998    | 2001      | Romeo Del Giudice                                 | PPI           | sindaco                   |      |
| 2001    | 2002      | Giovanni Balsamo                                  |               | commissario prefettizio   |      |
| 2002    | 2005      | Valerio Ciavolino                                 | FI            | sindaco                   |      |
| 2005    | 2006      | Carlo Alfiero - Narcisa Brassesco - Luigi Colucci |               | commissione straordinaria |      |
| 2006    | 2006      | Valerio Ciavolino                                 | FI            | sindaco                   |      |
| 2006    | 2007      | Ennio Blasco                                      |               | commissario prefettizio   |      |
| 2006    | 2007      | Giuseppe Giordano                                 |               | commissario prefettizio   |      |
| 2007    | 2012      | Ciro Borriello                                    | FI            | sindaco                   |      |
| 2012    | 2014      | Gennaro Malinconico                               | UdC           | sindaco                   |      |
| 2014    | 2014      | Pasquale Manzo                                    |               | commissario prefettizio   |      |
| 2014    | 2017      | Ciro Borriello                                    | NcS           | sindaco                   |      |
| 2017    | 2018      | Giacomo Barbato                                   |               | commissario prefettizio   |      |
| 2018    | 2023      | Giovanni Palomba                                  | liste civiche | sindaco                   |      |
| 2023    | in carica | Luigi Mennella                                    | PD            | sindaco                   |      |

### Gemellaggi
- Montesarchio
- Pellezzano

## Sport
Sport più popolare della città è il calcio: maggior club locale è la Turris, che vanta quasi quaranta stagioni di militanza nei campionati professionistici, tra ex Serie C2 e venti campionati di terza serie, senza però mai superare la Serie C. Ad essa si affiancano diversi sodalizi rionali a carattere prettamente dilettantistico. La maggiore espressione calcistica dilettantistica è il Città di Torre del Greco che dal 2001 anno della sua nascita svolge attività agonistica nei campionati dilettantisitici. Similmente riscuote buon seguito la pallamano: la squadra cittadina Olimpia La Salle vanta una partecipazione in Serie A2. Risale al 1965 (con la fondazione dell'Amatori Rugby Torre Del Greco) l'avvio della pratica del rugby, sport che vede diversi torresi militare nelle squadre nazionali e in club di prima fascia; anche l'apporto al settore arbitrale è significativo, ove spicca la figura di Carlo Damasco. Per quanto concerne il ciclismo su strada, il 9 luglio 2017 Torre del Greco ha ospitato l'arrivo della tappa finale del Giro Rosa 2017 (equivalente femminile del Giro d'Italia). In città è inoltre diffusa la pratica (a carattere dilettantistico o semiprofessionistico) di calcio a 5, pallacanestro, pallavolo, hockey in-line, judo, karate e tennistavolo.